# 喬賽亞·康德
喬賽亞·康德（英語：Josiah Conder，1852年9月28日—1920年6月21日）是一名英國建築師，在明治時期以御雇外國人的身份前往日本工作。
康德曾為東京設計過許多公共建築物，包括明治時期西化的爭議性象徵——鹿鳴館。他教出多位得獎的日本建築師（著名的有辰野金吾及片山東熊），被稱為「日本現代建築之父」。
他娶日本女子為妻，並師事畫家河鍋曉齋學習日本畫，另外對於日本舞蹈、花道及落語等日本文化也有涉獵。
1920年6月21日，康德因缺血性腦中風病逝，享壽67歲。他與11天前甫逝世的妻子身後合葬於現今東京都文京區的護國寺。

## 主要作品
- 訓盲院（1879年）：1923年關東大地震嚴重損毀，現已不存在
- 舊東京帝室博物館本館（1882年）：1923年關東大地震嚴重損毀，現已不存在
- 鹿鳴館，東京（1883年）：1940年拆除
- 東京大學法文經教室（1884年）：1923年關東大地震火災燒毀
- 岩崎弥之助深川邸洋館（1889年）：1923年關東大地震火災燒毀，現已不存在
- 東正教尼古拉大教堂（原稱復活大教堂，1891年）：重要文化財
- 舊海軍省本館（現霞關中央合同廳舍第1號館位置，1895年）：1945年東京大空襲燒毀
- 岩崎久彌（日语：岩崎久弥）茅町本邸（現舊岩崎邸庭園洋樓及撞球室，1896年）：重要文化財
- 三井家倶樂部（現綱町三井倶樂部，1913年）
- 舊諸戶清六邸（現桑名市六華苑，1913年）：重要文化財
- 島津家袖崎邸（現清泉女子大學本館，1915年）
- 古河虎之助（日语：古河虎之助）邸（現舊古河庭園大谷美術館，1917年）

## 作品照片

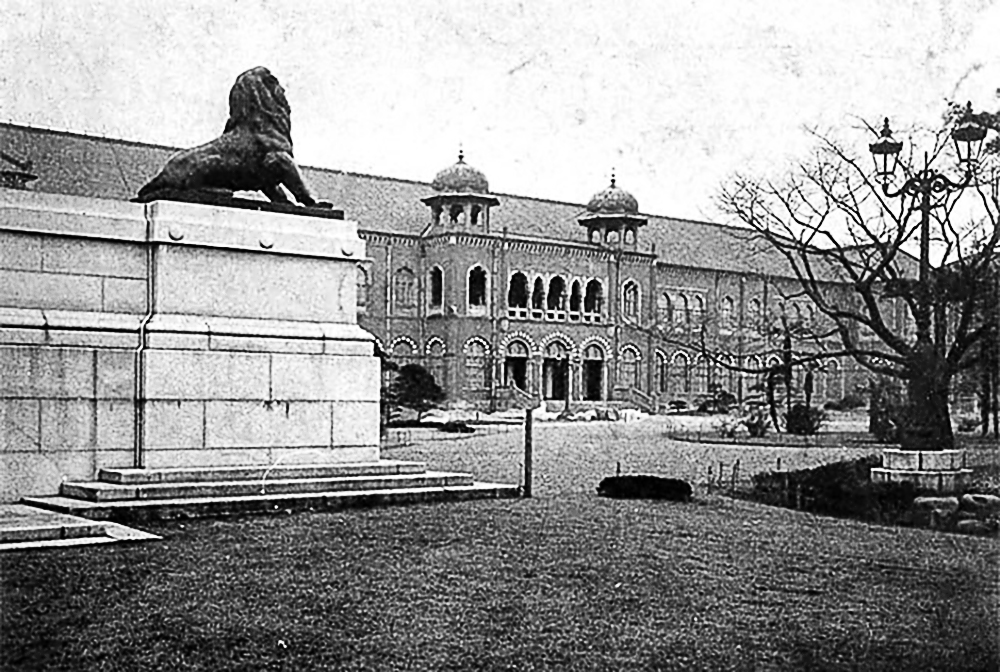
舊東京帝室博物館本館
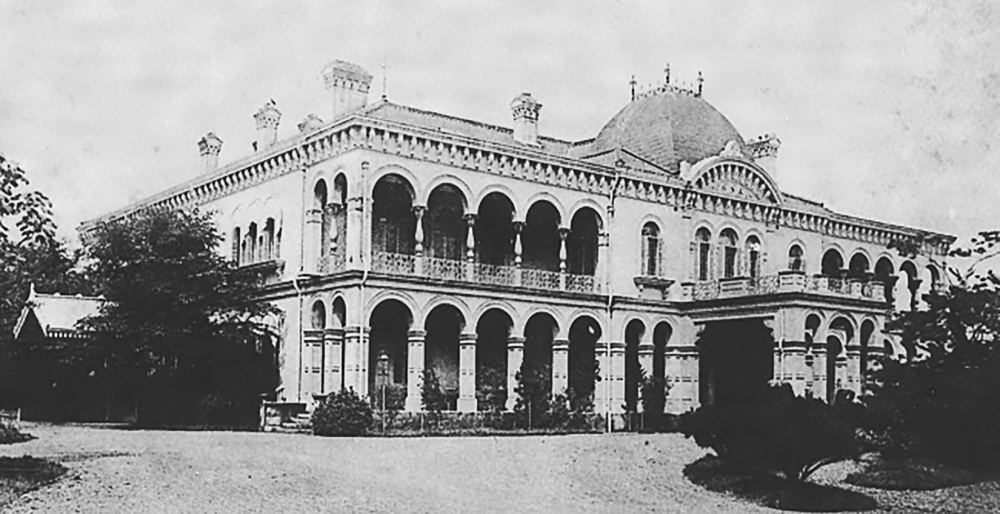
鹿鳴館
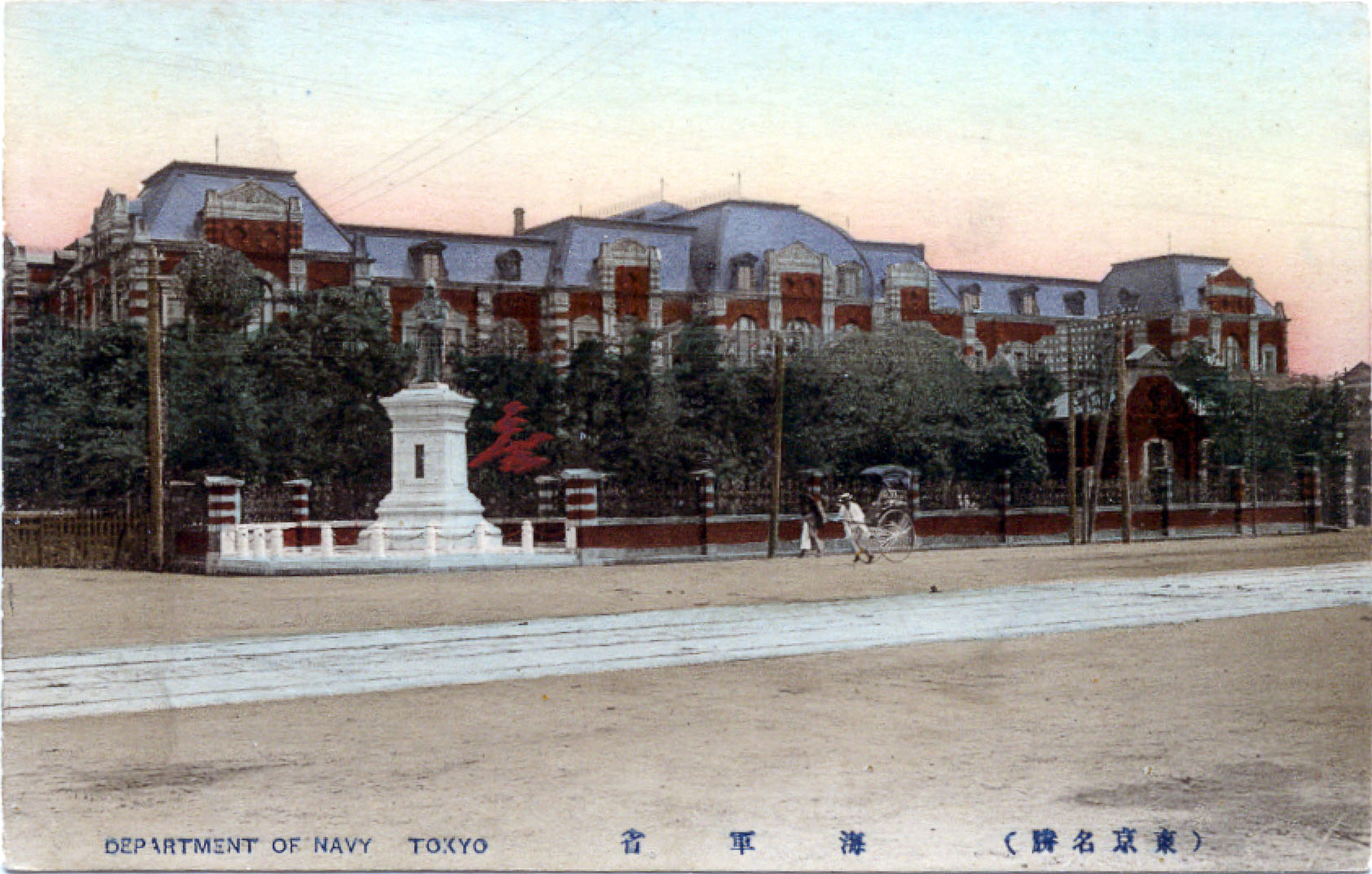
舊海軍省本館
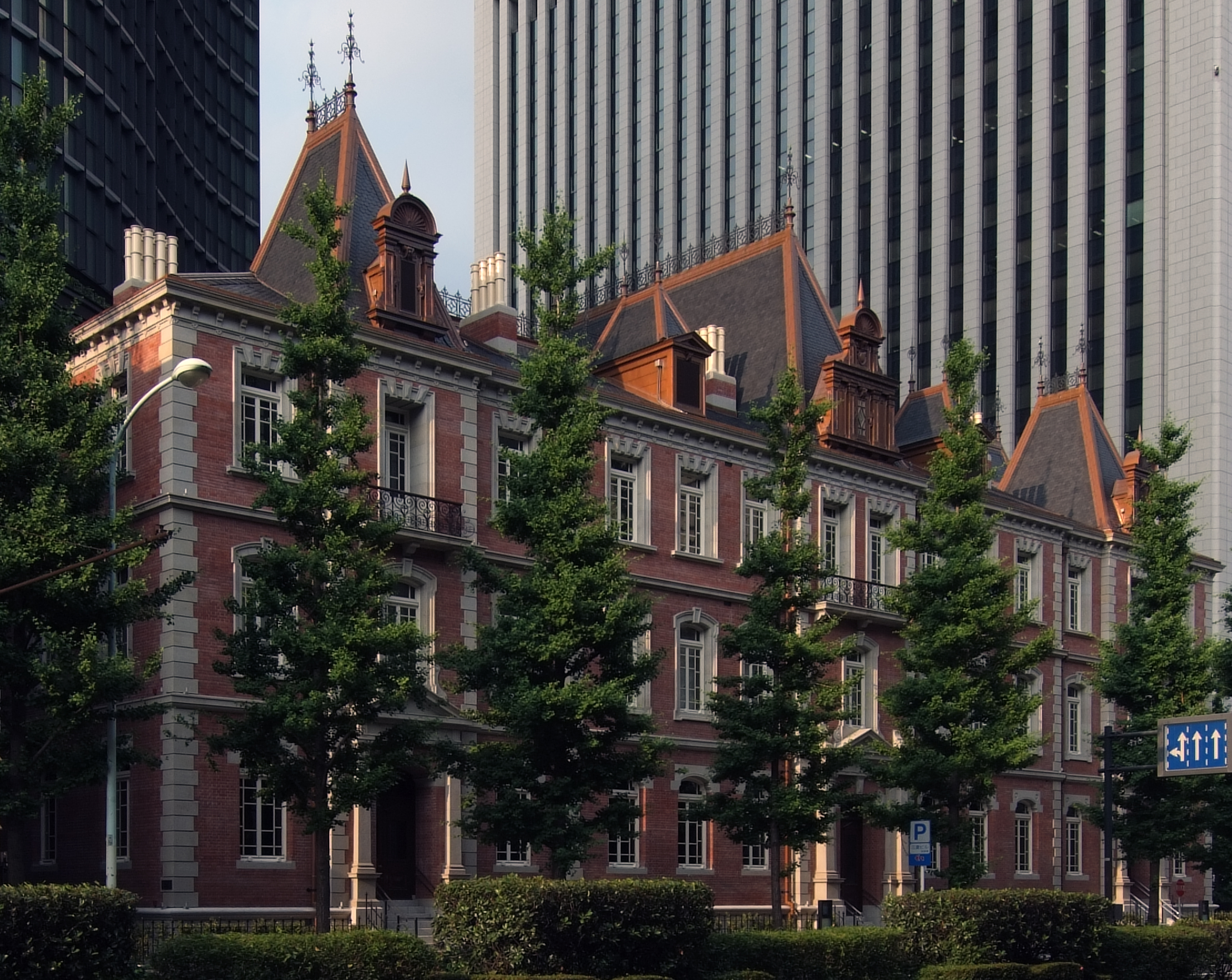
三菱一號館（日语：三菱一号館）
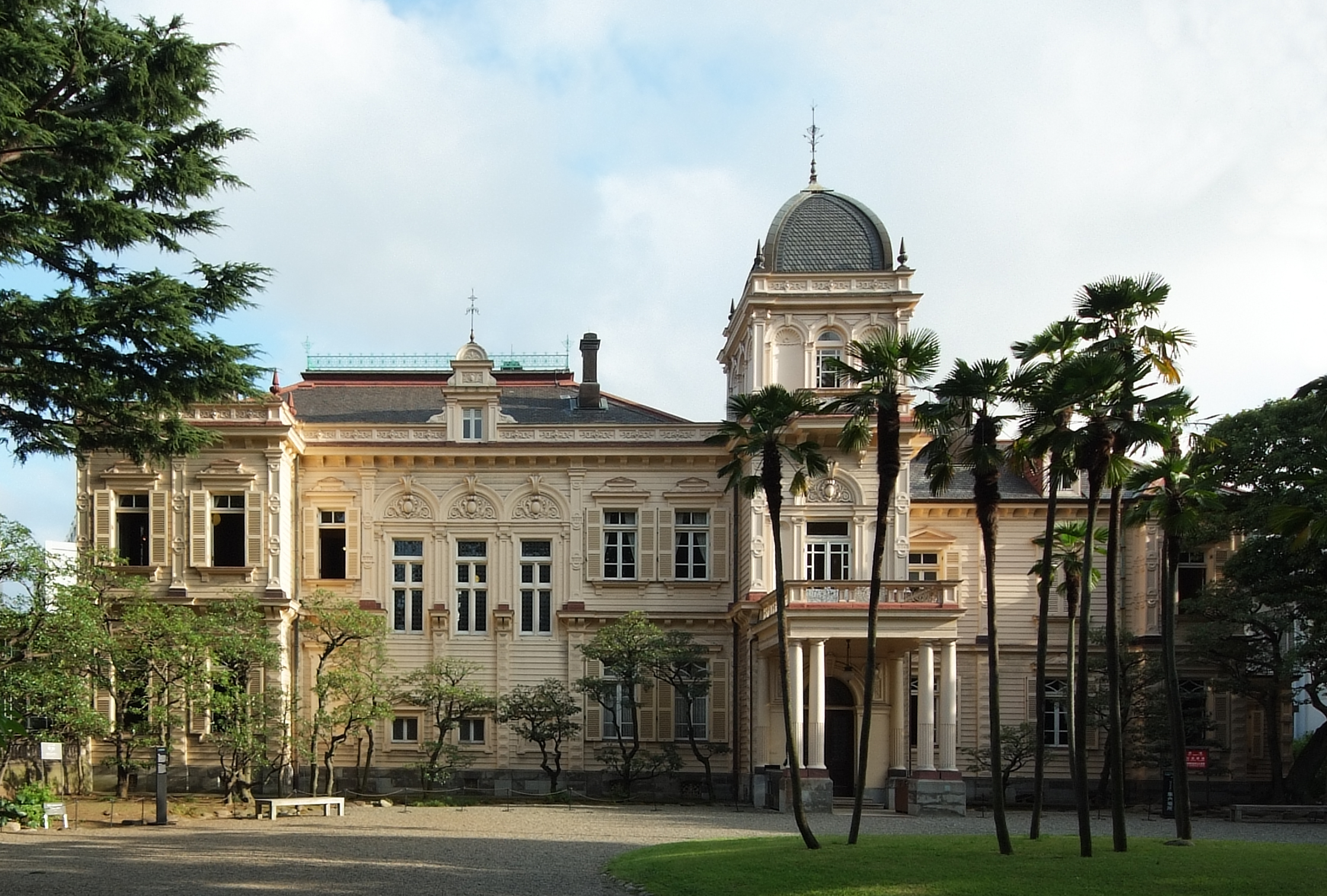
舊岩崎邸庭園
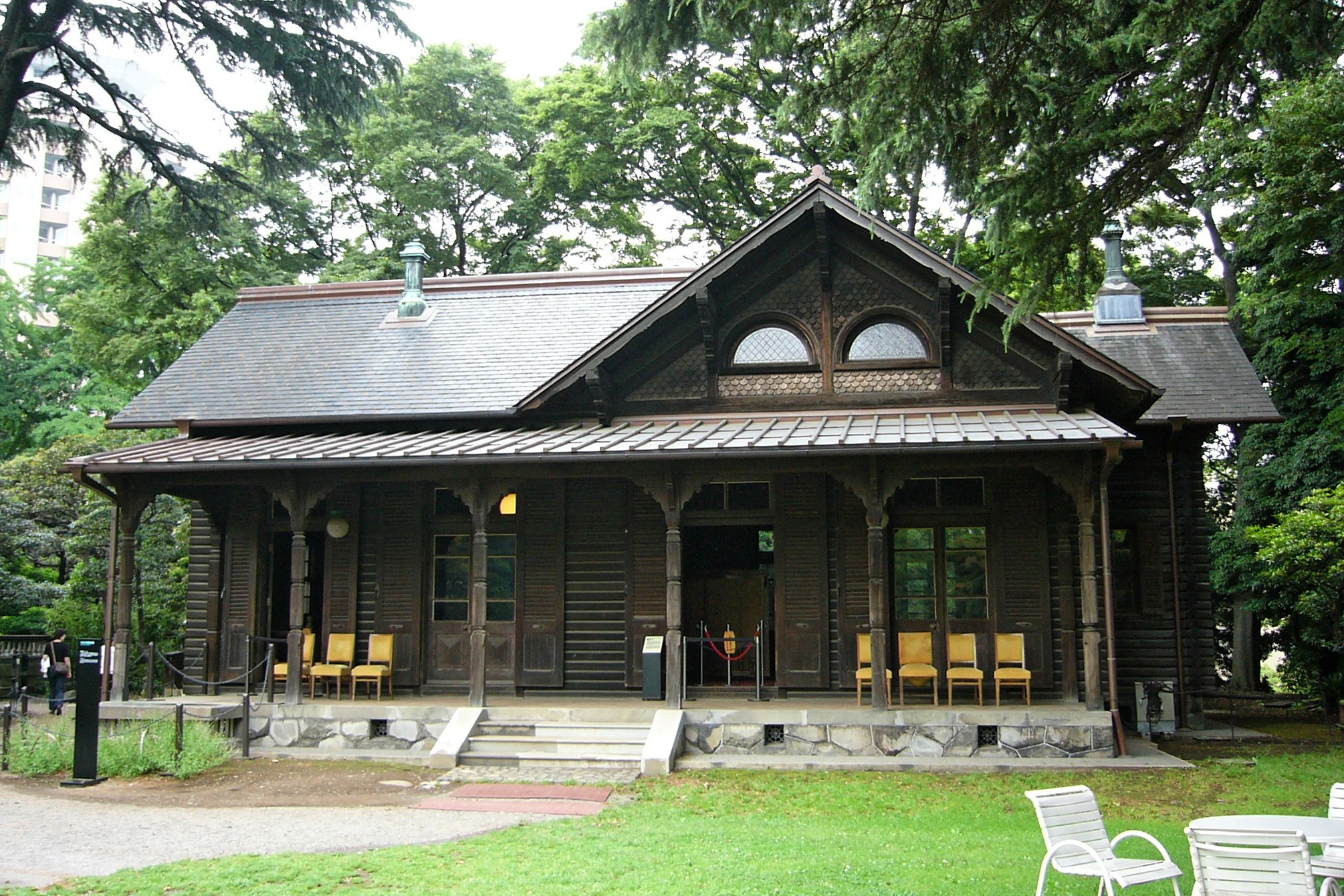
岩崎久彌茅町本邸撞球室
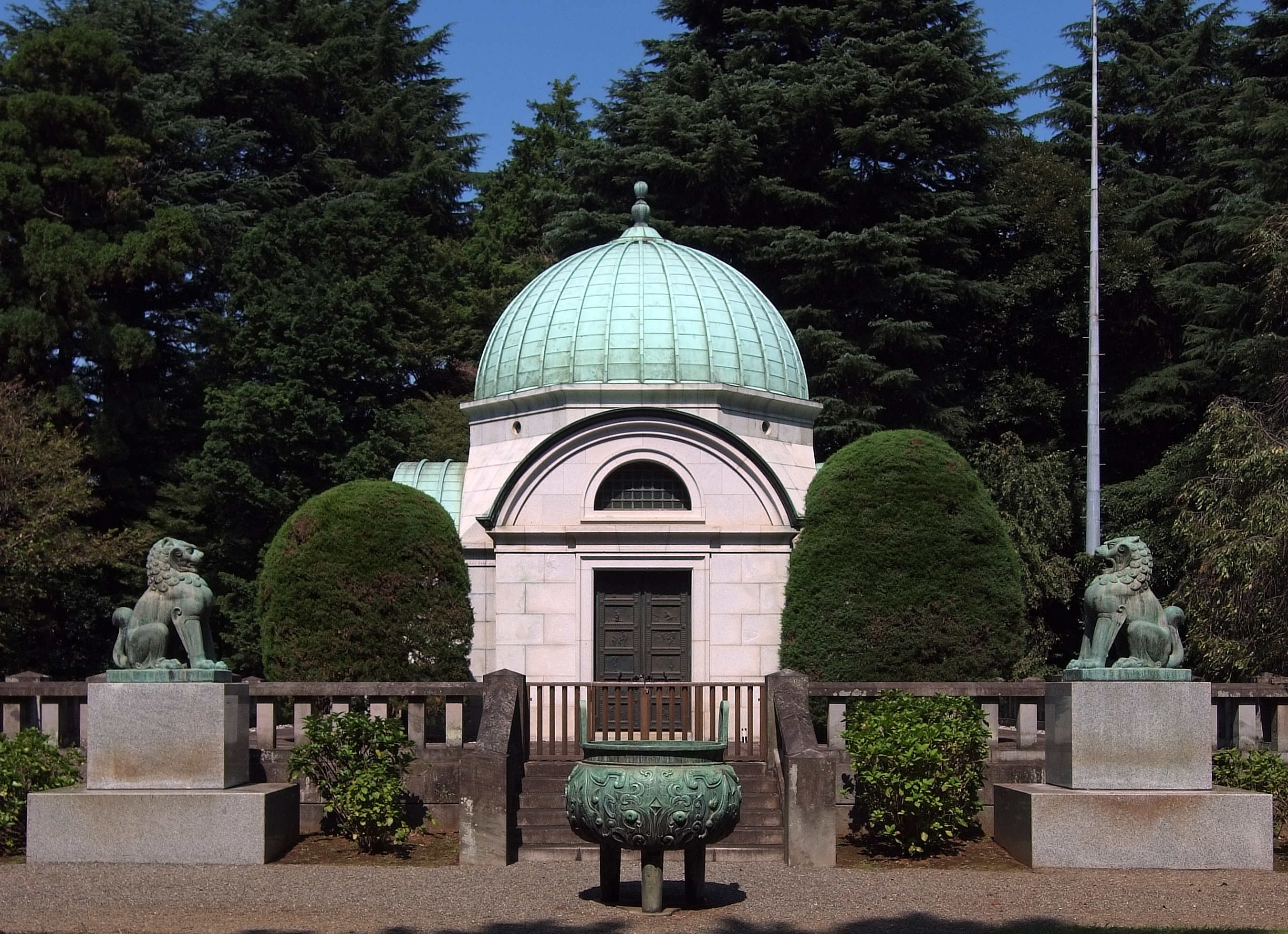
岩崎彌之助家廟
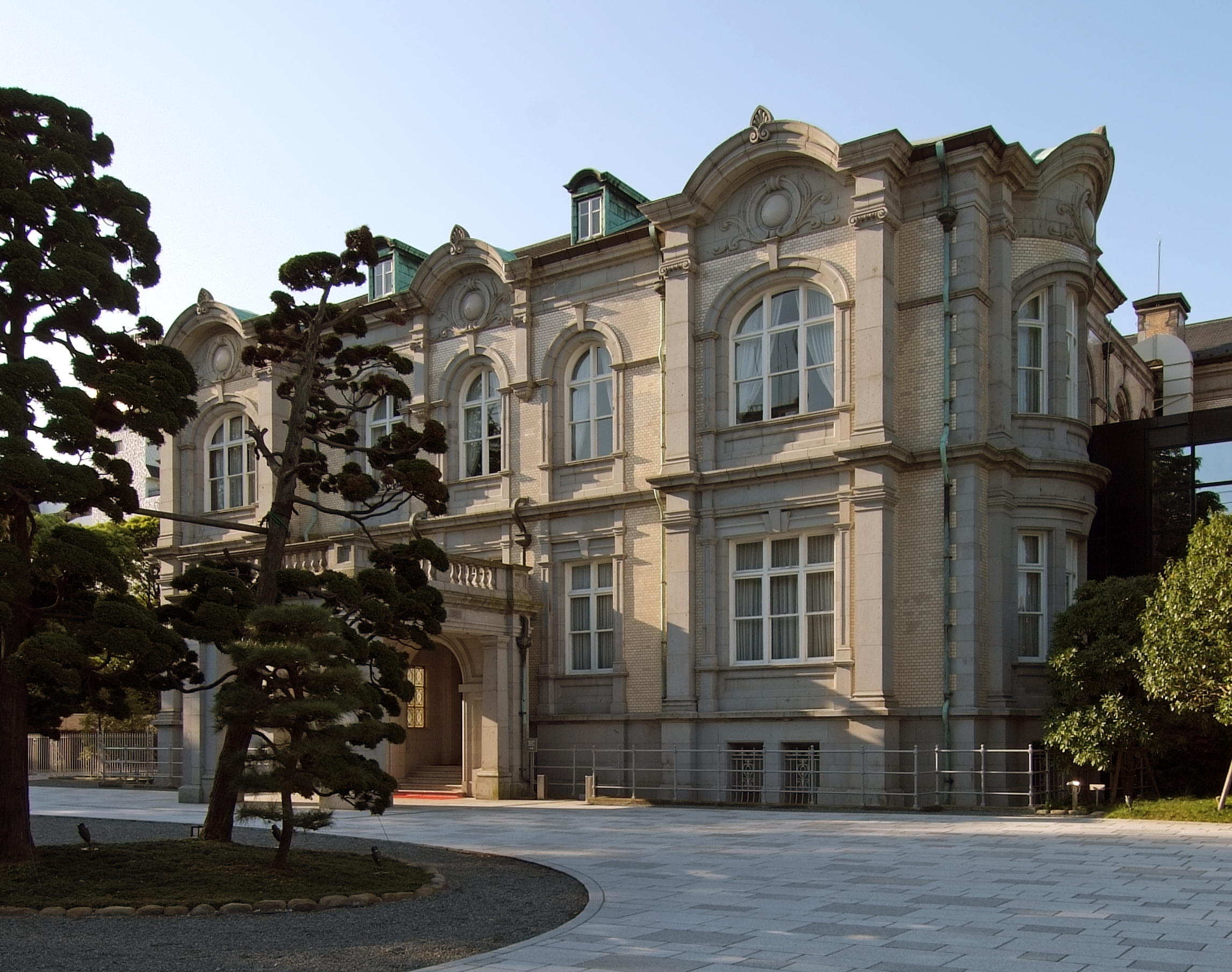
綱町三井倶樂部（日语：綱町三井倶楽部）
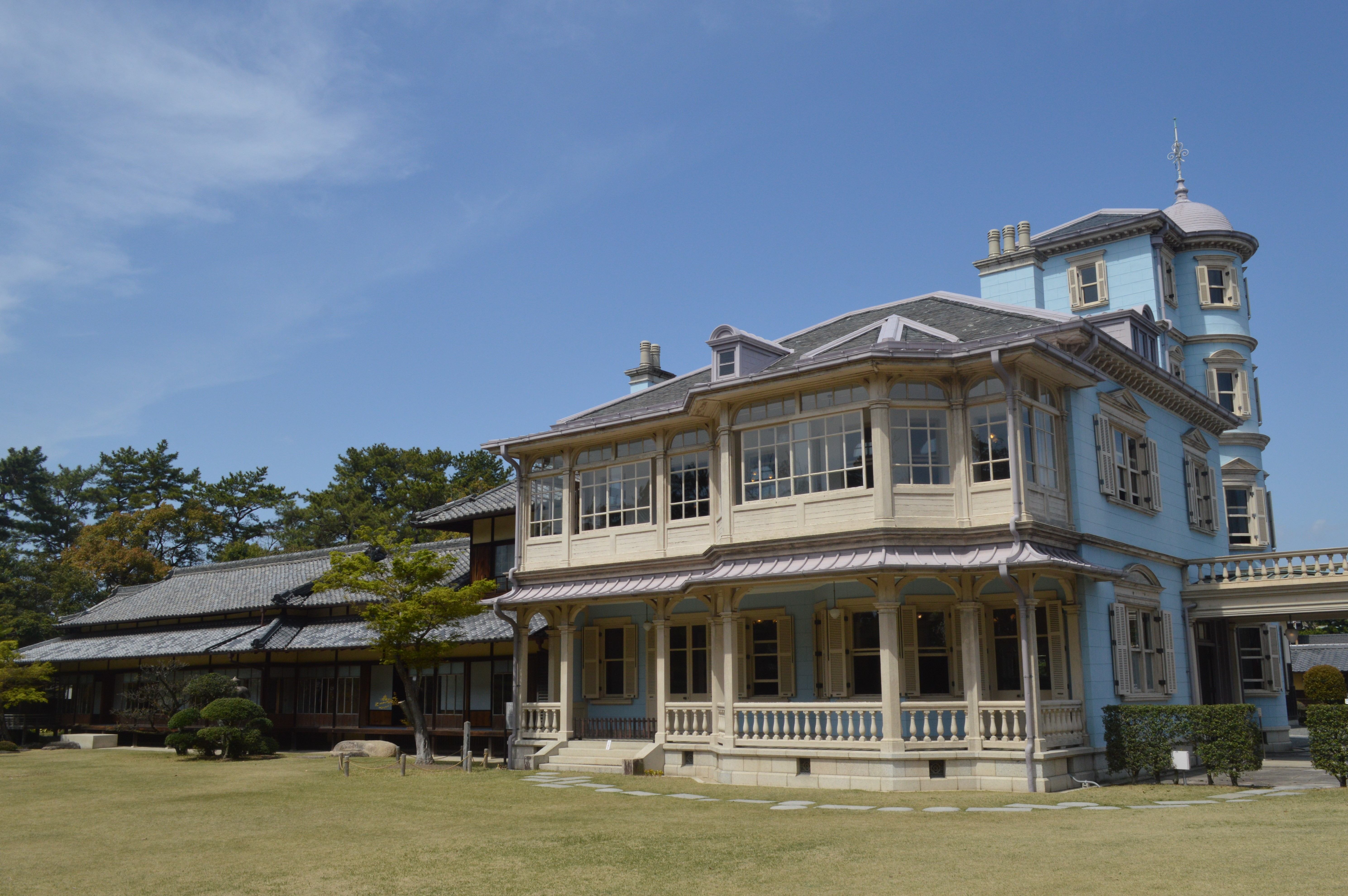
六華苑（日语：六華苑）（舊諸戶清六邸）洋館
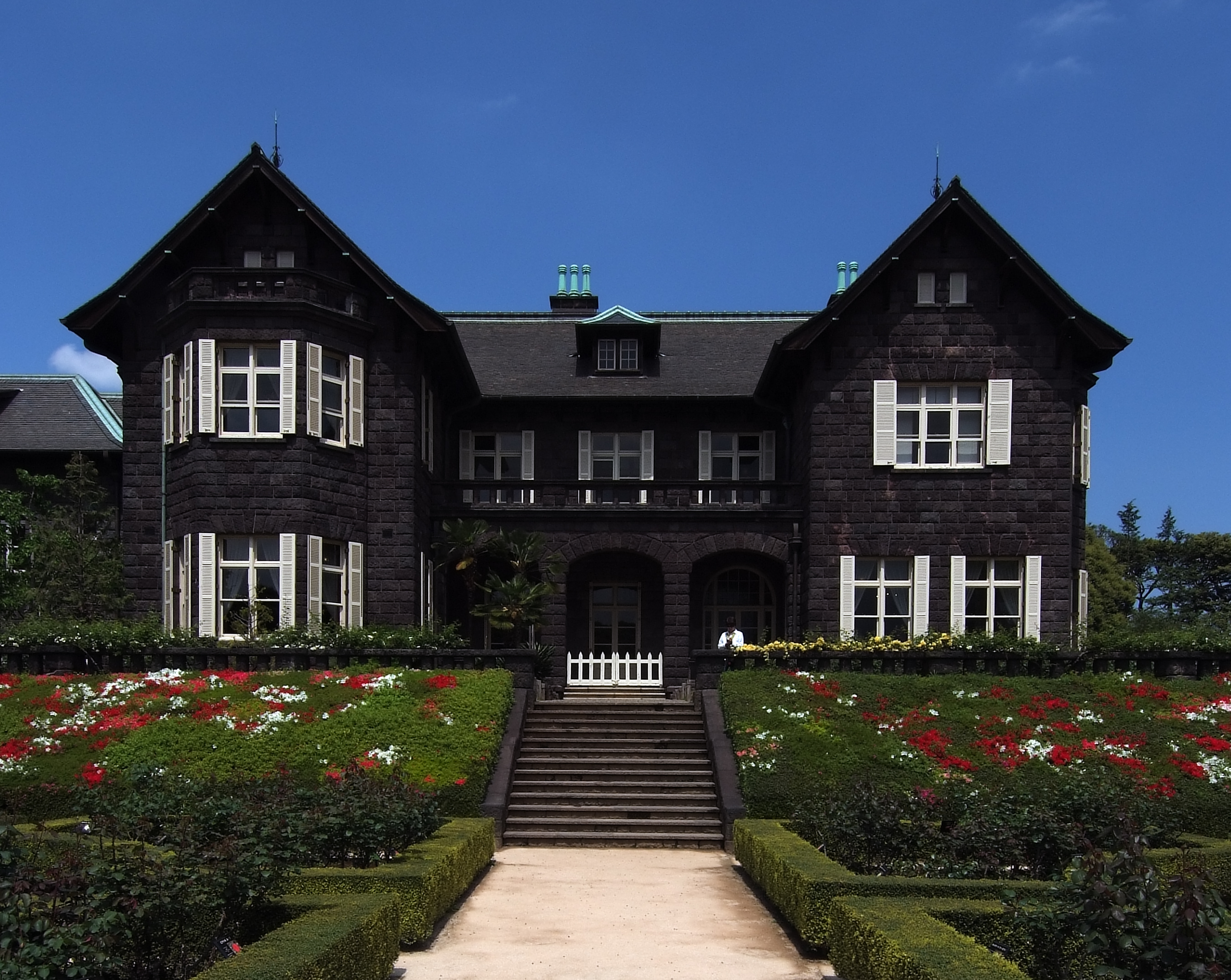
舊古河虎之助邸
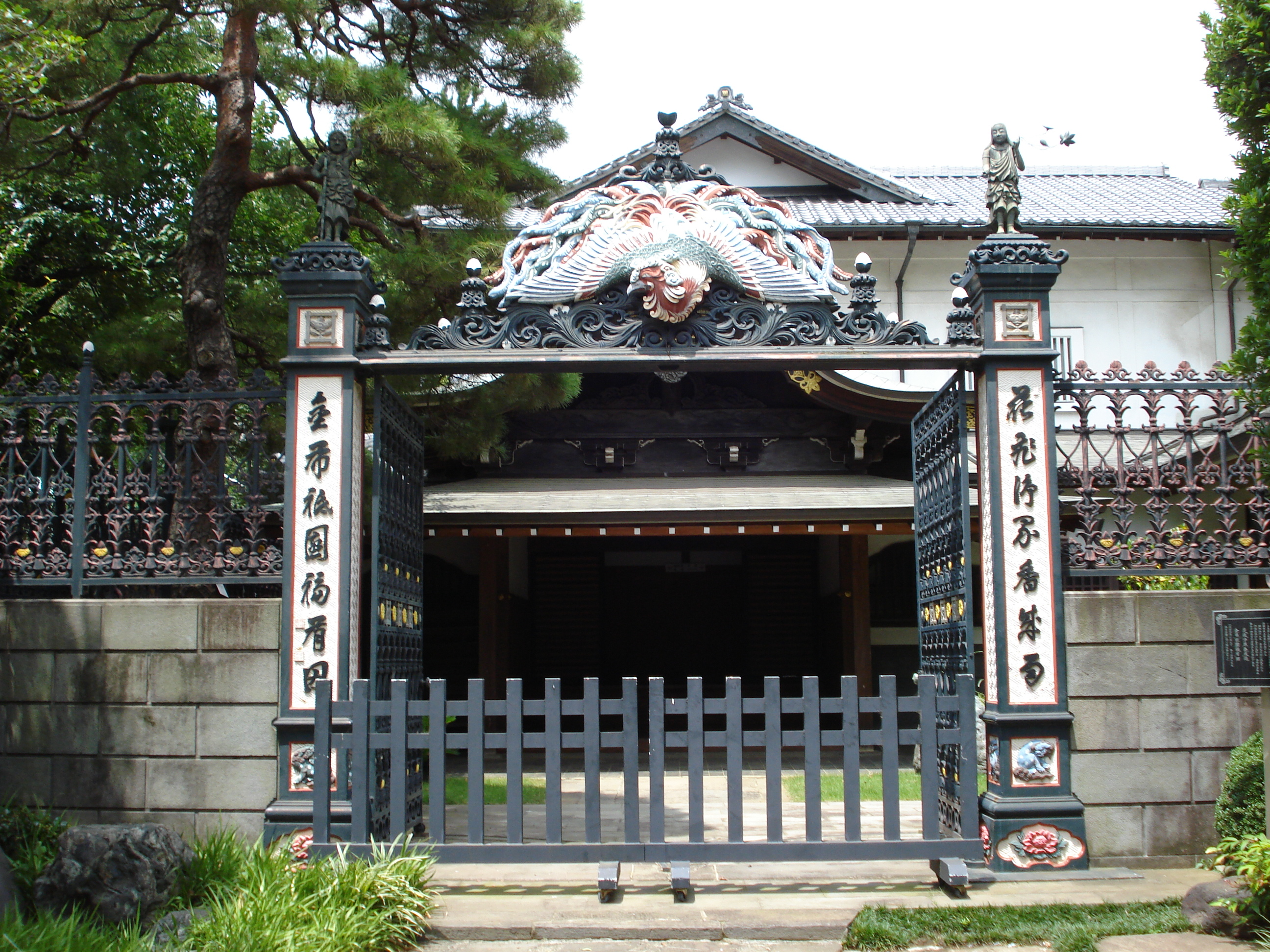
妙法寺鐵門

## 腳註
1. ↑  Watanabe, Toshio. . Ellen P, Conant  (编). . University of Hawaii Press. 2006.

## 外部連結
- Find-A-Grave profile for Josiah Conder （页面存档备份，存于）
- The Architecture of Josiah Conder （页面存档备份，存于） （日語）